# Czerlona
Czerlona (biał. Чарлёна, ros. Черлена) – wieś na Białorusi, w obwodzie grodzieńskim, w rejonie mostowskim, w sielsowiecie Dubno.
Siedziba parafii prawosławnej pw. Narodzenia Matki Bożej (cerkiew mieści się w sąsiedniej wsi Pładowaja).
Znajduje tu się stacja kolejowa Czerlona, położona na linii Mosty – Grodno.

## Historia
W czasach Rzeczypospolitej Obojga Narodów wieś duchowna położona była w końcu XVIII wieku w powiecie grodzieńskim województwa trockiego, a po 1793 – w województwie grodzieńskim. Po III rozbiorze pod władzą rosyjską.
Niegdyś majątek ziemski należący wcześniej do Massalskich; kupiony przez Michała Sapiehę, podkanclerzego litewskiego. Kolejnym właścicielem pałacu i majątku został książę kasztelan Franciszek Drucki-Lubecki, ojciec księcia Franciszka Ksawerego Druckiego Lubeckiego. Ten ostatni otrzymał ją w wyniku podziału majątku po śmierci ojca; po nim odziedziczył ją syn, Aleksander Medard.
Pod koniec XIX w. wieś i dobra ziemskie Czerlona znajdowały się w gminie Skidel w powiecie grodzieńskim guberni grodzieńskiej. Wieś liczyła 36 domów i 435 mieszkańców. Znajdowała się tu cerkiew.
W okresie międzywojennym wieś i folwark Czerlona leżały w gminie Skidel w powiecie grodzieńskim województwa białostockiego II RP.
W 1944 roku Niemcy spalili pałac Druckich-Lubeckich. Pozostały z niego tylko zabudowania gospodarcze oraz brama.
Po II wojnie światowej Czerlona znalazła się w granicach Białoruskiej SRR i od 1991 r. w niepodległej Białorusi. Na terenie folwarku Czerlona powstała wieś Pładowaja.